# Еміл Тимбур
Еміл Тимбур (рум. Emil Tîmbur, нар. 21 липня 1997, Кишинів) — молдовський футболіст, воротар.
Виступав, зокрема, за клуби «Зімбру» та «Мілсамі», а також національну збірну Молдови.

## Клубна кар'єра
Народився 21 липня 1997 року в місті Кишинів. Вихованець футбольної школи клубу «Зімбру». Дорослу футбольну кар'єру розпочав 2014 року в основній команді того ж клубу, в якій провів чотири сезони, взявши участь у 22 матчах чемпіонату. 
Протягом 2018 року захищав кольори клубу «Торпедо-БелАЗ».
Своєю грою за останню команду привернув увагу представників тренерського штабу клубу «Мілсамі», до складу якого приєднався 2019 року. Відіграв за клуб з Оргієва наступні п'ять сезонів своєї ігрової кар'єри.
До складу клубу «Паневежис» приєднався 2024 року. 

## Виступи за збірні
У 2013 році дебютував у складі юнацької збірної Молдови (U-17), загалом на юнацькому рівні взяв участь у 1 іграх.
Протягом 2017–2018 років залучався до складу молодіжної збірної Молдови. На молодіжному рівні зіграв у 6 офіційних матчах, пропустив 15 голів.
У 2022 році дебютував в офіційних матчах у складі національної збірної Молдови.

## Титули і досягнення
- Чемпіон Молдови (1):

«Мілсамі»: 2024-25